# Харрис, Барбара
Барбара Харрис (англ. Barbara Harris; 25 июля 1935 — 21 августа 2018) — американская актриса, звезда Бродвея 1960-х годов. Свою карьеру начала на театральных сценах Чикаго в подростковом возрасте. Там она познакомилась со своим мужем, режиссёром Полом Силлсом, благодаря которому в 1961 году дебютировала на Бродвее. Её первые роли принесли актрисе две номинации на «Тони», а в 1967 году она удостоилась и самой премии за роль в мюзикле «Яблоня».
В 1965 году Харрис дебютировала на большом экране в фильме «Тысяча клоунов», за роль в котором она была номинирована на «Золотой глобус». В дальнейшем актриса ещё трижды выдвигалась на эту премию за свои роли в картинах «Нэшвилл» (1975), «Семейный заговор» (1976) и «Чумовая пятница» (1976). Так же успешной стала её роль в драме «Кто такой Гарри Келлерман и почему он говорит обо мне ужасные вещи?» в 1971 году, которая принесла ей номинацию на премию Американской киноакадемии.
Барбара Харрис продолжала сниматься в кино и на телевидении и в последующем десятилетии, появившись в кинокартинах «Пегги Сью вышла замуж» (1986) и «Отпетые мошенники» (1986). Чёрная комедия «Убийство в Гросс-Пойнте» (1997) стала последней в её актёрской карьере. В дальнейшем Харрис стала давать уроки актёрского мастерства В 2002 году в одном из интервью актриса сказала, что возможно вернулась бы в театр, в кино или на телевидении, если бы ей предложили нечто фантастическое и за 10 млн долларов.
21 августа 2018 года Барбара Харрис умерла от рака легких. Последние недели перед смертью актриса находилась в хосписе и, по словам близкой подруги артистки Чарны Халперн, оставалась остроумной и активной до конца.

## Награды и номинации
Премия «Оскар»
- 1972 — Лучшая актриса второго плана — «Кто такой Гарри Келлерман и почему он говорит обо мне ужасные вещи?» (номинация)[4]

Премия «Золотой глобус»
- 1966 — Лучшая актриса в комедии или мюзикле — «Тысяча клоунов» (номинация)
- 1976 — Лучшая актриса второго плана — «Нэшвилл» (номинация)
- 1977 — Лучшая актриса в комедийном фильме или мюзикле — «Чумовая пятница» (номинация)
- 1977 — Лучшая актриса в комедийном фильме или мюзикле — «Семейный заговор» (номинация)

Премия «Тони»
- 1967 — Лучшая актриса в мюзикле — «Яблоня» (награда)